# Alternative TV
Alternative TV — британський панк-рок гурт, утворений 1977 року у місті Ноттінгхем. До першого складу гурту входили: Марк Перри (Mark Perry) — вокал, ґітара; Алекс Ферґюсон (Alex Ferguson), 16.12.1952, Ґлазґо, Велика Британія — ґітара; Мікі Сміт (Mikcy Smith) — бас та Джон Тау (John Towe) — ударні, колишній учасник Generation X.
З осені 1977 року гурт виступав у такому складі: Перри, Кім Тернер (Kim Turner) — ґітара, фортепіано; Денніс Бернс (Dennis Burns) — бас, вокал та Кріс Бенкет (Chris Bennet) — ударні. Пізніше склад гурту багаторазово зазнавав змін. Цей гурт з'явився з ініціативи одного з перших видавців пайкової ґазети «Sniffin' Glue». Спочатку «Альтернетів ТВ» орієнтувалось на творчість таких гуртів, як The Clash та The Buzzcocks, але поступово звернулась до дещо різноманітнішого стандарту розважальної музики. Незважаючи на запис кількох альбомів, найбільшого успіху гурт здобув завдяки синґлам, наприклад, «Love Lies Limp», що безплатно додавався до екземпляру «Sniffin' Glue» чи речитативним «How Much Longer».
1979 року Перри, що був розчарований безладдям у гурті, залишив його і утворив The Good Missionaries, а з часом приєднався до The Door & The Window та The Reflections. Однак 1981 року він повернувся до Alternative TV і час від часу виступав з ними до кінця десятиріччя. Ферґюсон приєднався у вісімдесятих роках до Psychic TV, а після виходу з неї 1986 року продюсував записи Gave Bakers On Acid та Popguns.

## Дискографія
- 1978: The Image Has Cracked
- 1978: What You See… Is What You Are
- 1979: Vibing Up The Senile Man
- 1980: Live At The Rat Club
- 1980: Action Time Vision
- 1981: Strange Kicks
- 1987: Peep Show
- 1989: Splitting In Two
- 1989: Dragon Love

### The Good Missionaries
- 1979: Fire From Heaven

### Марк Перри
- 1980: Snappy Turns